# M.Timmapur, Ramdurg
M.Timmapur là một làng thuộc tehsil Ramdurg, huyện Belgaum, bang Karnataka, Ấn Độ.